# Злобин, Яков Дмитриевич
Я́ков Дми́триевич Зло́бин (1917—1943) — красноармеец Рабоче-крестьянской Красной Армии, участник Великой Отечественной войны, Герой Советского Союза (1943).

## Биография
Родился в 1917 году в селе Михайлово (ныне — Бобровский район Воронежской области). После окончания семи классов школы работал в колхозе. В 1942 году был призван на службу в Рабоче-крестьянскую Красную Армию.
С декабря 1942 года — на фронтах Великой Отечественной войны, был стрелком 78-го гвардейского стрелкового полка 25-й гвардейской стрелковой дивизии 6-й армии Юго-Западный фронт. Отличился во время боя взвода лейтенанта Широнина у села Тарановка Харьковской области Украинской ССР. В бою взвод уничтожил 16 немецких танков и около 100 солдат и офицеров. В этом же бою погиб. Похоронен в братской могиле в Тарановке.
Указом Президиума Верховного Совета СССР «О присвоении звания Героя Советского Союза начальствующему и рядовому составу Красной Армии» от 18 мая 1943 года за  «образцовое выполнение боевых заданий командования на фронте борьбы с немецкими захватчиками и проявленные при этом отвагу и геройство» удостоен посмертно звания Героя Советского Союза. Также посмертно был награждён орденом Ленина.